# Calzaturificio

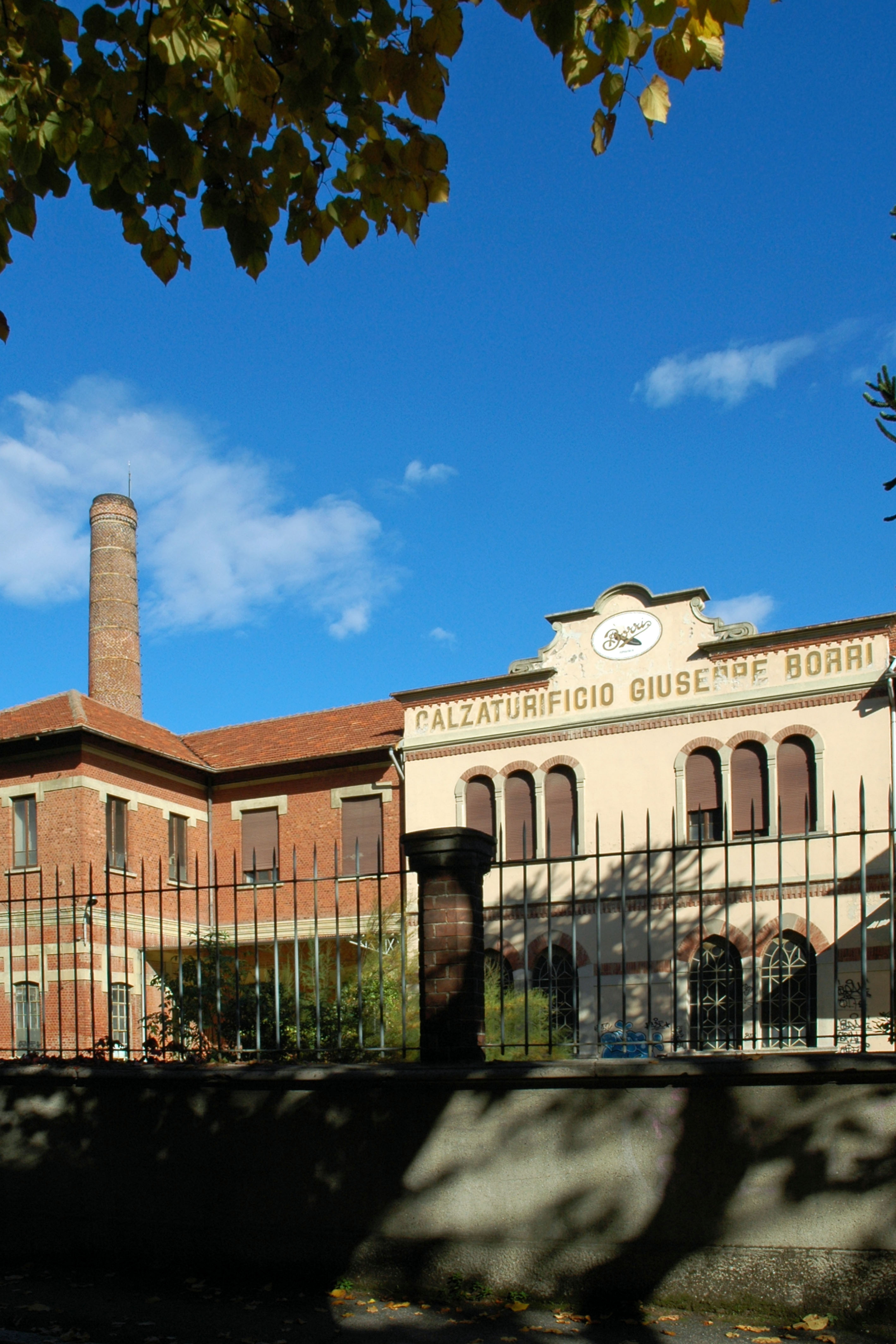
L'ex Calzaturificio Borri a Busto Arsizio

Un calzaturificio è un impianto industriale in cui vengono prodotte calzature, solitamente su larga scala, quindi mediante l'utilizzo di catene di montaggio; si sono sviluppati dopo la grande industrializzazione europea del 1870, ma particolarmente dopo la seconda guerra mondiale.

## Storia
Si ipotizza che la parola sia stata creata nel 1902 a Milano, per indicare una grande fabbrica di scarpe.

## Caratteristiche
La produzione di calzature è articolata in diversi passaggi, dalle materie prime, all'assemblaggio fino allo stoccaggio in materie finite. Per quanto riguarda l'assemblaggio è composto da una catena di montaggio e sua volta composta da una serie di carrelli trasportatori sui quali vengono caricati i componenti per l'assemblaggio; quindi si ha una partenza ed una fine dove il prodotto viene opportunamente imballato e trasferito nel reparto materie finite. Tutta l'operazione di montaggio del prodotto necessità di un personale lungo la catena mediamente di 30 persone.
Attraverso questo procedimento vengono prodotte la maggior parte delle calzature comuni, eccetto la piccola nicchia e le ciabatte anatomiche le quali seguono criteri di cucitura ed assemblaggio a mano.